# Ponent quaderns literaris
Ponent, quaderns literaris era una revista mallorquina, dedicada a la literatura i al dia de la no-violència. Va ser la primera publicació periòdica en català-valencià-balear publicada a Espanya després de la guerra civil del 1936.
Va ser iniciat i dirigit per Llorenç Vidal i Vidal i sorgí del grup d'estudiants Tertúlies Marian Aguiló. La revista comprèn dues etapes: una extensa primera etapa, dedicada principalment, però no exclusivament, a la literatura, en especial a la mallorquina, i que va des de 1956 fins a 1974, amb un total de 72 números, i una segona etapa, des de 1975 fins a 1983, amb un total de 20 quaderns, dedicats a ser el portaveu de l'obra del Dia Escolar de la No-violència i la Pau (DENIP) Durant les dues etapes Ponent va combinar regionalisme i universalisme, i es va distingir per la seva independència ideològica, la pluralitat d'opinions i un eclecticisme moderat.